# ORP Wicher (1928)
L'ORP Wicher fu un cacciatorpediniere della Marina militare polacca, prima unità dell'omonima classe ed entrato in servizio nel 1930.
Dopo aver svolto incarichi di rappresentanza durante il periodo interbellico, il cacciatorpediniere fu impegnato operativamente nei primi giorni della seconda guerra mondiale, affrontando le forze tedesche nel corso della campagna di Polonia. Il 3 settembre 1939 il Wicher fu affondato nel porto di Hel in un'incursione di bombardieri in picchiata Junker Ju-87 Stuka; insieme al posamine ORP Gryf, colato a picco nel medesimo attacco, fu la prima unità navale da guerra ad andare perduta nel corso del conflitto.

## Storia

### Periodo interbellico

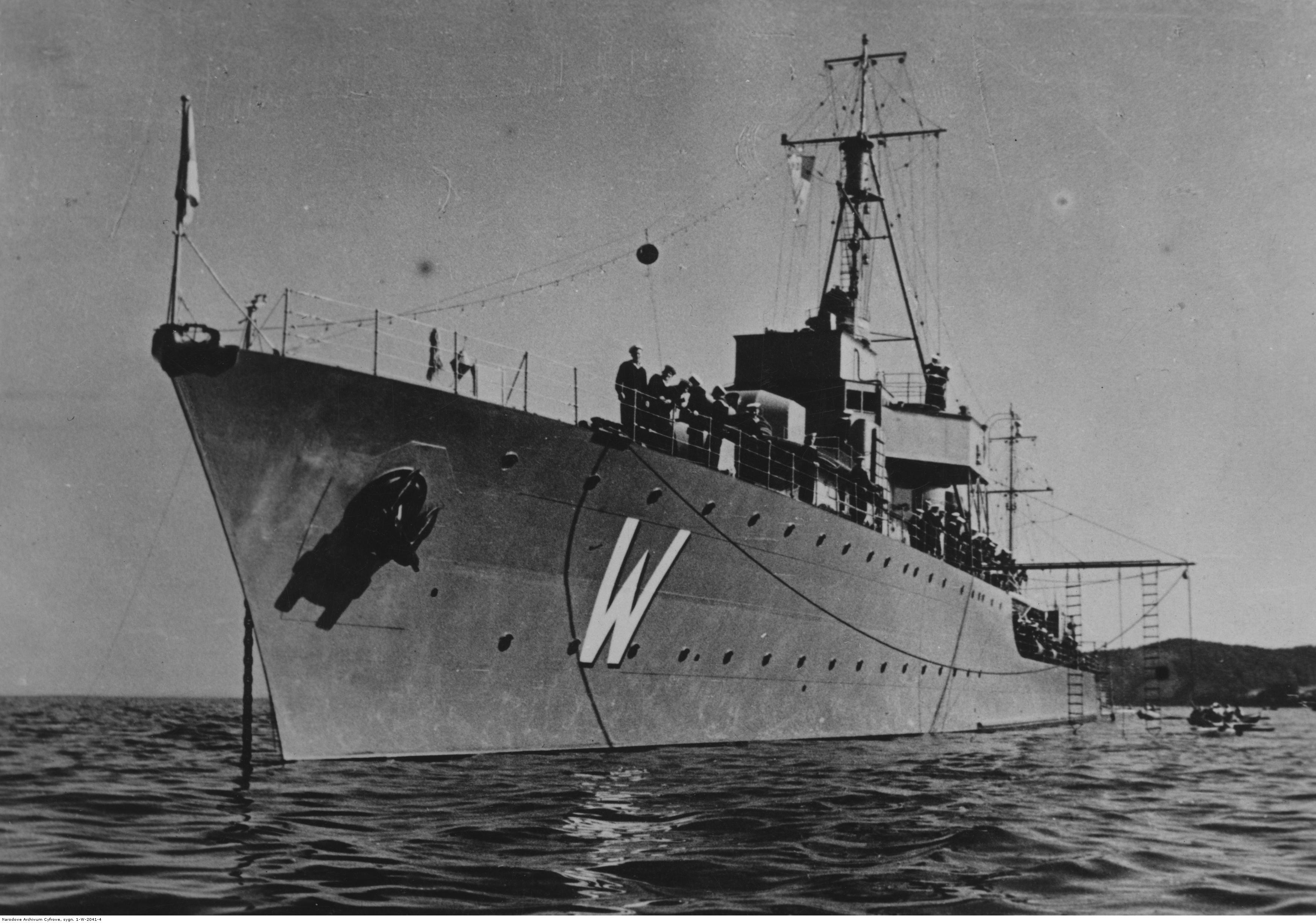
La nave vista di prua durante il periodo interbellico

La nave fu ordinata ai cantieri della ditta Chantiers Navals Français di Caen in Francia il 2 aprile 1926 come prima moderna unità da combattimento di superficie della ricostituita Marina della Polonia, da poco tornata pienamente indipendente. La nave fu impostata il 19 febbraio 1927, ma la scelta del cantiere, fatta per ragioni politiche, si rivelò alquanto infelice per via della sua inesperienza nella costruzione di questo tipo di unità e della bancarotta dello stesso a costruzione già avviata, tutte cose che rallentarono grandemente il completamento della nave e della sua gemella in costruzione in parallelo. L'unità fu varata l'8 luglio 1928 con il nome di Wicher ("burrasca" il lingua polacca), ma solo il 13 luglio 1930 (più di tre anni dopo l'impostazione) il cacciatorpediniere fu consegnato ufficialmente alla Marina polacca, raggiungendo pochi giorni dopo il porto di Gdynia, dove fu accolto dai festeggiamenti della popolazione.
Il primo impiego del Wicher si ebbe tra l'8 e il 13 agosto 1930, quando in coppia con la torpediniera Mazur fece da scorta al transatlantico Polonia, diretto a Tallinn con a bordo il presidente polacco Ignacy Mościcki in visita di stato in Estonia; nel marzo 1928 invece il cacciatorpediniere si recò in visita nel porto di Lisbona, da dove poi raggiunse Madera per imbarcare il maresciallo Józef Piłsudski con la sua famiglia. Il 15 giugno 1932 il Wicher accolse nel porto di Danzica una visita di due cacciatorpediniere della Royal Navy britannica, mentre nell'agosto seguente fece da capofila a una flottiglia polacca (comprendente anche il cacciatorpediniere gemello ORP Burza e tre sommergibili) diretta in visita a Stoccolma con a bordo il comandante della Marina polacca, ammiraglio Józef Unrug.
Negli anni seguenti il Wicher fu varie volte impegnato in visite di stato in numerosi porti stranieri, toccando Leningrado nel luglio 1934, e Kiel, Helsinki e Tallinn tra il giugno e il luglio 1935. Nell'ottobre del 1935 il cacciatorpediniere fu sottoposto a lavori di modernizzazione che compresero la rimozione dell'albero di poppa e l'aggiunta di altre due mitragliatrici antiaeree. Nel giugno 1937 la nave intraprese una lunga crociera in lungo e in largo per il mar Baltico con a bordo gli allievi ufficiali dell'accademia navale polacca.

### La seconda guerra mondiale

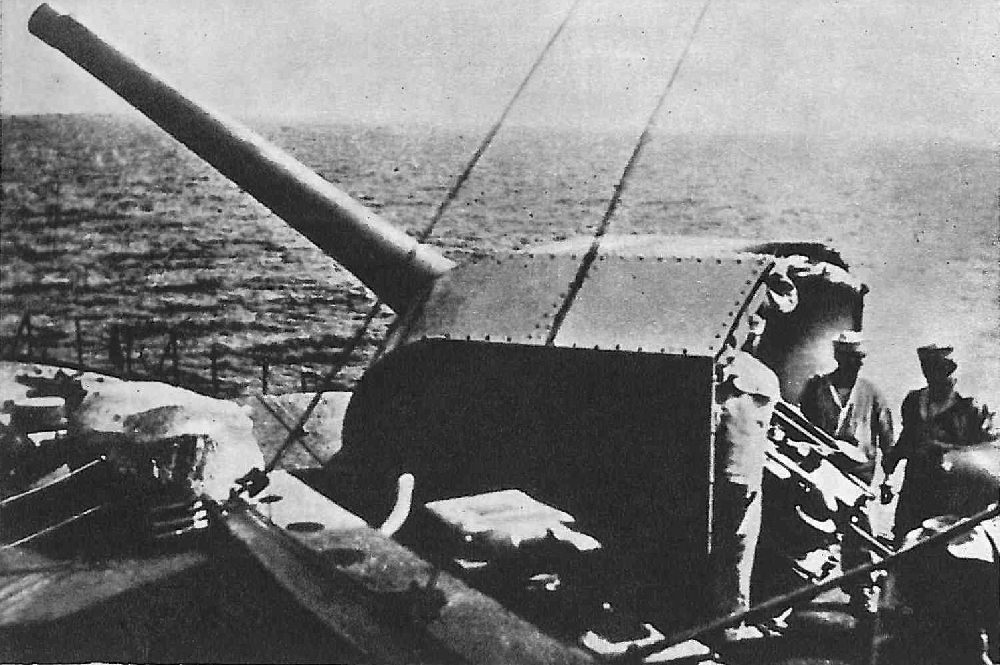
Una delle torri da 130 mm del cacciatorpediniere durante un'esercitazione

Con l'addensarsi della minaccia tedesca ai confini della Polonia, nell'agosto 1939 il Wicher fu messo in stato d'allarme ma, a differenza degli altri tre cacciatorpediniere che componevano la flottiglia d'attacco di superficie della Marina polacca all'epoca, non fu coinvolto negli eventi dell'operazione Peking del 29 agosto 1939: invece di salpare con i suoi compagni alla volta della Gran Bretagna, onde non rimanere imbottigliato nel Baltico dalla superiorità navale dei tedeschi, il Wicher fu trattenuto in patria per fungere da scorta alle unità posamine polacche incaricate di minare gli accessi alla baia di Danzica.
Il 1º settembre la Germania nazista invase la Polonia; il Wicher era in porto a Gdynia, dove nelle prime ore aprì il fuoco contro gli aerei tedeschi che attaccavano la città. Nel pomeriggio di quello stesso giorno il cacciatorpediniere salpò da Gdynia insieme a due cannoniere e sei dragamine di scorta al posamine polacco ORP Gryf, diretto a Hel per posare uno sbarramento minato difensivo (operazione Rurka); intorno alle 16:00 la formazione fu attaccata da una squadriglia di bombardieri Junkers Ju-87 Stuka della Luftwaffe nella baia di Danzica: nel corso di una battaglia durata due ore, il Gryf fu danneggiato da alcune bombe cadute nelle vicinanze e dovette interrompere la missione rifugiandosi a Hel.
Non informato del danneggiamento del Gryf e della cancellazione dell'operazione Rurka, il comandante del Wicher Stefan de Walden rimase a incrociare come previsto nelle acque della baia per coprire le operazioni di posa delle mine; intorno alle 22:00 il Wicher avvistò a una distanza di 4.500 metri al largo di Pillau due unità tedesche dirette verso ovest (probabilmente i cacciatorpediniere Z4 Richard Beitzen e Z2 Georg Thiele), ma si attenne agli ordini di evitare il combattimento con il nemico se non per proteggere il posamine e si ritirò senza ingaggiare battaglia arrivando a Hel all'01:00 del 2 settembre. Il cacciatorpediniere rimase in porto il 2 settembre, difendendo Hel dagli attacchi dei velivoli della Luftwaffe con i suoi pezzi antiaerei; un bombardiere Dornier Do-17 fu abbattuto dai cannonieri del Wicher.

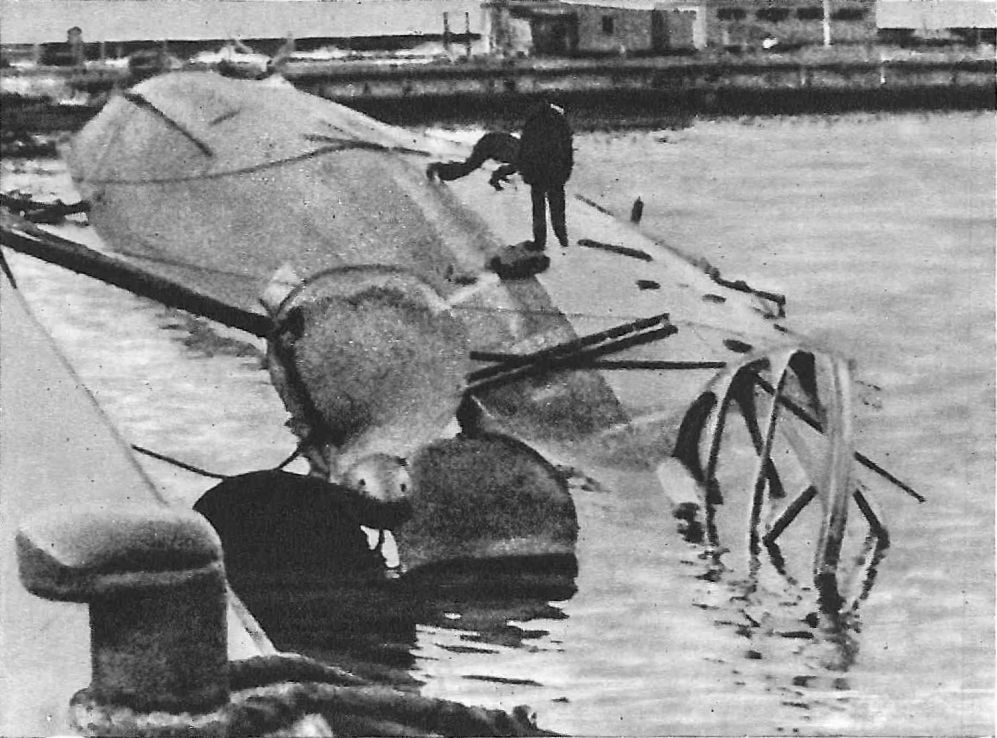
Lo scafo del Wicher affondato nel porto di Hel

Nelle prime ore del 3 settembre due cacciatorpediniere tedeschi, il Z1 Leberecht Maass e il Z9 Wolfgang Zenker si avvicinarono alle installazioni polacche a Hel, iniziando a cannoneggiarle intorno alle 07:00. Il Wicher e il Gryf risposero al fuoco con i loro pezzi di grosso calibro, coadiuvati da una batteria di artiglieria costiera polacca: nel corso dello scontro il Gryf fu colpito due volte, ma anche il Leberecht Maas fu gravemente danneggiato dai cannoni polacchi e le due unità tedesche si ritirarono protette da una cortina fumogena. Il successo polacco fu di breve durata: intorno alle 09:00 una nuova pesante incursione degli Stuka della Luftwaffe si abbatté su Hel, e il Wicher fu centrato in rapida successione da quattro ordigni (due bombe da 250 kg e due da 50 kg) che ne causarono l'affondamento all'interno del porto; un membro dell'equipaggio del cacciatorpediniere rimase ucciso e altri 22 feriti nell'azione. Il posamine Gryf fu parimenti affondato nel corso della stessa incursione aerea.
Dopo la resa della Polonia, nel novembre 1939 lo scafo del Wicher fu riportato a galla dai tedeschi, anche se progetti per una sua riparazione e incorporazione nella Kriegsmarine furono poi accantonati. Il relitto del cacciatorpediniere rimase nel porto di Hel, ma dopo la guerra nel 1946 fu trainato e affondato in acque basse nella posizione 54° 36' N, 18° 47' E perché fungesse da bersaglio per le esercitazioni di tiro dell'aeronautica polacca; quanto rimase del relitto fu poi recuperato e avviato alla demolizione nel 1963